# صعود القومية في أوروبا

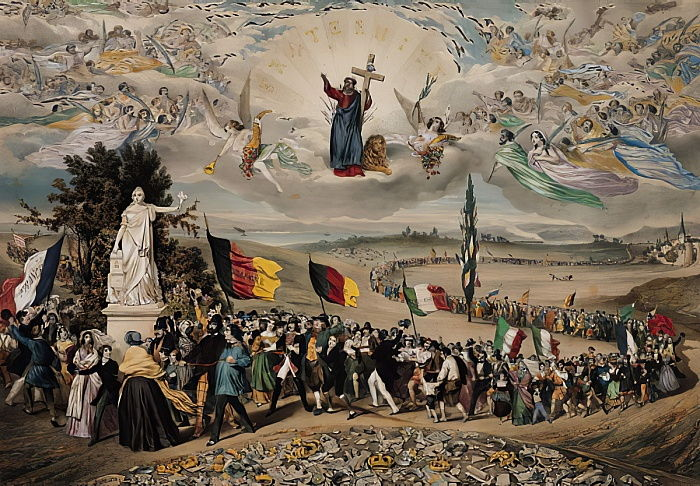
حلم الجمهوريات الديمقراطية والاجتماعية في جميع أنحاء العالم

بدأ ظهور القومية في أوروبا مع ربيع الأمم في عام 1848. جادل أستاذ العلوم السياسية الأمريكي ليون بارادات بأن «القومية تطلب من الناس تحديد مصالح مجموعتهم القومية ودعمهم لإنشاء دولة – دولة قومية – لدعم تلك المصالح». كانت القومية هي الدافع الأيديولوجي الذي أدى، في غضون عقود قليلة، إلى تغيير أوروبا. استُبدل حكم الملكية والسيطرة الأجنبية على الأراضي بحق تقرير المصير والحكومات الوطنية المشكلة حديثًا. تشكلت بعض الدول، مثل ألمانيا وإيطاليا من خلال توحيد دول إقليمية مختلفة مع «هوية وطنية» مشتركة. تشكلت دول أخرى مثل اليونان، وصربيا، وبولندا، ورومانيا، وبلغاريا، من الانتفاضات ضد الدولة العثمانية والإمبراطورية الروسية.

## الخلفية
نشأت الصحوة الوطنية أيضًا من رد فعل فكري على التنوير الذي شدد على الهوية الوطنية وطور رؤية أصيلة للتعبير عن الذات الثقافية من خلال القومية. كان الداعي الرئيسي للفكرة الحديثة للدولة القومية هو الألماني جورج فيلهلم فريدريش هيغل. بدأت الثورة الفرنسية، رغم أنها ثورة جمهورية في المقام الأول، بالحركة نحو الدولة القومية الحديثة ولعبت أيضًا دورًا رئيسيًا في ولادة القومية عبر أوروبا حيث تأثر المفكرون الراديكاليون بنابليون وقانون نابليون، الذي كان أداةً للتحول السياسي من أوروبا. «إن هدفها الأيديولوجي المزدوج، القومية والديمقراطية، هو منح الشكل والمضمون من خلال الأحداث المضطربة التي بدأت في نهاية القرن الثامن عشر». حملت الجيوش الثورية شعار «حرية، مساواة، أخوة» وأفكار الليبرالية وتقرير المصير القومي. وجادل بأن الشعور بالجنسية هو الإسمنت الذي يربط المجتمعات الحديثة معًا في العصر الذي كان فيه الولاء الملكي والديني في حالة تدهور. في عام 1815، في نهاية الحروب النابليونية، اجتمعت القوى الكبرى في أوروبا في مؤتمر فيينا وحاولت استعادة نظام السلالات القديمة بقدر الإمكان، متجاهلة مبدأ الجنسية لصالح «الشرعية»، وتأكيد الادعاءات التقليدية للسلطة الملكية. كانت معظم شعوب أوروبا لا تزال موالية لمدنهم أو مقاطعتهم المحلية، وكانت القومية محصورة في مجموعات صغيرة من المثقفين والراديكاليين السياسيين. إضافة إلى ذلك، دفع القمع السياسي، الذي تجسّد في مرسوم كارلسباد الصادر في النمسا عام 1819، الهيجان القومي إلى العمل السرّي.

### ثورات قبل عام 1848
- 1789 الثورة الفرنسية.
- 1797 نابليون يؤسس الجمهوريات الشقيقة في إيطاليا.
- 1804-1815 الثورة الصربية ضد الإمبراطورية العثمانية.
- 1814 محاولة استقلال نرويجية عن الدنمارك النرويج، واتحاد مستقبلي بين النرويج والسويد، بعد الحروب النابليونية (من ضمنها حرب الاستقلال).
- 1821-1829 حرب الاستقلال اليونانية ضد الإمبراطورية العثمانية.
- 1830 البعث القومي الكرواتي.
- 1830-1831 الثورة البلجيكية.
- 1830-1831 ثورة في بولندا وليتوانيا.
- 1846 انتفاضة في بولندا العظمى.

## النضال للاستقلال
بدأ تبلور استياء حاد مما سيُعَدّ لاحقًا الحكم الأجنبي. وبدأ العداء المحلي ضد الحكم السلالي الأجنبي في أيرلندا وإيطاليا وبلجيكا واليونان والمجر والنرويج بأخذ شكل هيجان قومي. كانت الثورة الصربية (1804-1817) في الإمبراطورية العثمانية أول ثورة تكتسب طابعًا قوميًا، وكانت ذروة النهضة الصربية التي كانت قد بدأت في إقليم هابسبورج في سريمسكي كارلوفيتشي. أفضت حرب الاستقلال اليونانية التي دامت ثمانية أعوام (1821-1829) ضد الحكم العثماني إلى دولة يونانية مستقلة، على الرغم من نفوذٍ سياسي كبير للقوى العظمى. وأفضت الثورة البلجيكية (1830-1831) إلى الاعتراف بالاستقلال عن هولندا عام 1839. على امتداد العقدين اللاحقين طوّرت النزعة القومية صوتًا أكثر قوة حفّزه الكتّاب القوميون الذين مجّدوا قضية حق تقرير المصير. حاول البولنديون مرتين الإطاحة بالحكم الروسي في عامي 1831 و1846. في عام 1848، رفعت الثورات التي اندلعت في أوروبا بسبب المجاعة الشديدة والأزمة الاقتصادية مطلبًا شعبيًا بالتغيير السياسي. في إيطاليا، انتهز جوسيبي ماتزيني الفرصة لتشجيع مهمة حرب «إن شعبًا قُدِّر له أن يحقّق أمورًا عظيمة لخير البشرية لا بد أن يشكل أمّةً يومًا ما».
في المجر قاد لويوس كوشوت ثورة قومية ضد الحكم النمساوي، وفي ترانسيلفانيا قاد أفرام لانكو ثورات ناجحة في عام 1846. منحت أزمة عام 1848 التعبير العلني التام الأول للنزعة القومية، وفي الثلاثين عامًا التي تلت ذلك أُسِّس في أوروبا ما لا يقلّ عن سبع دول قومية جديدة. كان ذلك جزئيًا نتيجةً لاعتراف القوى المحافظة بأنه لا يمكن للنظام القديم الاستمرار في شكله القائم. اتّحد الإصلاحيون المحافظون مثل كافور وبيسمارك مع محدِّثي السياسة الليبرالية للوصول إلى إجماع على تأسيس دول قومية محافظة في إيطاليا وألمانيا. في ملكية هابسبورج جرى التوصل إلى تسوية مع القوميين المجريين في عام 1867 ما منحهم استقلالًا فعليًا. أُعيد اكتشاف التاريخ والثقافة القوميين وخُصِّصا للنضال القومي. بعد صراع بين روسيا وتركيا، التقت القوى العظمى في برلين في عام 1878 ومنحت الاستقلال لرومانيا وصربيا ومونتينيجرو وحكمًا ذاتيًا محدودًا لبغاريا.

## نمو القومية وانتشارها
أصبح ابتكار هوية قومية رمزية محور اهتمام المجموعات العرقية أو الإثنية أو اللغوية عبر أوروبا مع سعيهم لتقبل نهوض السياسات الجماهيرية وتدهور النخبة الاجتماعية التقليدية والتعصب الشعبي ورهاب الأجانب. طورت مختلف الشعوب في ظل إمبراطورية آل هابسبورغ شكلًا قوميًا حصريًا أكثر جماهيريةً وتطرفًا، وهذا أثر حتى في الألمان والمجريين الذين استفادوا من بنية السلطة الإمبراطورية.
ازدادت حدة حملات الاستقلال الوطنية على المحيط الأوروبي وخصوصًا في أيرلندا والنرويج. استقلت النرويج عن السويد عام 1905، لكن تعثرت محاولات منح أيرلندا نوعًا من الحكم الذاتي بسبب الانقسامات الوطنية على الجزيرة بين السكان الكاثوليك والبروتستانتيين. أثبتت محاولات استقلال البولنديين السابقة عن روسيا فشلها، وأصبحت بولندا الدولة الوحيدة في أوروبا التي أُعيق استقلالها تدريجيًا بدلًا من التوسع في القرن التاسع عشر. عانت بولندا من عواقب بسبب الثورات الفاشلة فيها تمثلت بفقدانها استقلالها الرسمي عام 1831 ودمجها مع روسيا في اتحاد حقيقيي لتصبح مجرد مقاطعة روسية أخرى عام 1867.
بعد مواجهة مقاومة داخلية وخارجية للاندماج في المجتمع وزيادة معاداة السامية المعادية للأجانب، بدأ الشعب اليهودي عديم الجنسية في وسط وشرق أوروبا برفع مطالب متطرفة ليحصل على ملاذ ووطن يخصه.
في عام 1897، متأثرًا بأفكار القومي اليهودي مجري الأصل تيودور هرتزل، عُقد المؤتمر الصهيوني الأول في مدينة بازل السويسرية معلنًا أن فلسطين تمثل الموطن القومي لليهود. بحلول نهاية هذه الحقبة، انتشرت أفكار القومية الأوروبية في أنحاء العلم وبدأت بالتطور، ونافست الإمبراطوريات المحكومة بالدول القومية الاستعمارية الأوروبية وشكلت خطرًا عليها.
في الحقبة الحديثة، تستمر القومية بالنهوض في أوروبا بشكلها المضاد للعولمة. في دراسة حديثة، وجد الباحثون أن صدمة الواردات الصينية الناجمة عن العولمة قادت إلى حالة من تباين التكاليف عبر المنطقة الأوروبية، واستجابةً لذلك، ازداد دعم الأحزاب القومية واليمين المتطرف في أوروبا التي عززت السياسات المجابهة للعولمة.